# Max Malestein
Max Malestein (Zwolle, 13 februari 1996) is een Nederlands korfballer. In 2019 won hij een Nederlandse en een internationale titel met DOS'46.

## Spelerscarrière

### Begin
Malestein begon met korfbal bij ZKV Oranje Zwart uit Zwolle. Hier doorliep hij de jeugdteams.

### DOS'46
In 2012, op 16-jarige leeftijd, besloot Malestein zich aan te sluiten bij het grotere DOS'46 uit Nijeveen. In de junioren kwam hij in de A1 terecht.
In de twee seizoenen in de junioren won Malestein de zaal- en veldtitel van 2014. Daarnaast was Malestein een speler van Jong Oranje.
In seizoen 2014-2015 sloot Malestein aan bij de senioren. In dat seizoen bevond DOS'46 zich in een lastige situatie; nadat de club in 2006 en 2007 nog Korfbal League-kampioen was geworden, was het in 2012 gedegradeerd van het hoogste niveau. Het werd in 2014 de taak van terugkerend coach Daniël Hulzebosch om de club weer terug in de Korfbal League te krijgen.
In het zaalseizoen 2014-2015 debuteerde Malestein in het eerste team en in dat seizoen deed DOS'46 goede zaken. De ploeg werd 1e in de Hoofdklasse A en versloeg het in de play-offs GKV. Hierdoor plaatste DOS'46 zich voor de Hoofdklasse-finale. In deze finale verloor DOS'46 van AW.DTV met 35-31, waardoor het directe promotie naar de Korfbal League misliep. Wel kreeg DOS'46 een tweede kans op promotie, aangezien de verliezend Hoofdklasse finalist een play-offserie kreeg tegen de nummer 9 van de KL, namelijk CKV OVVO. In deze best-of-3-serie won DOS'46 in twee wedstrijden, waardoor het alsnog promotie maakte naar de Korfbal League.
In de veldcompetitie lukte het DOS'46 nog niet om in dat jaar promotie terug naar het hoogste niveau te maken. Wel was er ook individueel succes voor Malestein in 2015, want hij won in dat jaar de juniorenfinale van het Korfbal NK 1 tegen 1.
In seizoen 2015-2016 was DOS'46 weer terug in de Korfbal League in de zaal en daar handhaafde de ploeg zich. Na 18 speelronden eindigde de ploeg op de 7e plaats.
In de veldcompetitie wist DOS'46 kampioen te worden en zodoende promotie te maken naar de Ereklasse.
Vanaf seizoen 2016-2017 speelde DOS'46 zowel op het veld als in de zaal weer op het hoogste niveau.
In dit seizoen eindigde de ploeg in beide competities in de middenmoot.
Ook in het seizoen erna (2017-2018) eindigde DOS'46 in de middenmoot van Nederland.
Seizoen 2018-2019 werd een ander seizoen voor de club. Er werd een nieuwe hoofdcoach aangetrokken, namelijk Pascal Zegwaard. Onder zijn leiding bleef DOS'46 in de zaal weliswaar in de middenmoot hangen, maar op het veld ging het stukken beter. Na de reguliere competitie stond de ploeg op de 2e plek in de Ereklasse A, waardoor ze zich plaatsten voor de kruisfinale. Hierdoor moest DOS'46 het opnemen tegen de nummer 1 van de Ereklasse B, namelijk PKC. DOS'46 won de kruisfinale met 20-14, waardoor het zich plaatste voor de Nederlandse veldfinale. De vorige keer dat DOS'46 dat gelukt was, was 12 jaar daarvoor. In de veldfinale van 2019 won DOS'46 met 18-14 van het Friese LDODK, waardoor de ploeg Nederlands kampioen werd.
Iets later, in de zomer van 2019 speelde DOS'46 de Supercup, de veldwedstrijd tussen de Nederlandse en Belgische kampioen. DOS'46 moest aantreden tegen het Belgische AKC en won de finale overtuigend met 25-12. Hierdoor was DOS'46 ook een internationale prijs rijker.
In seizoen 2019-2020 werd het een bijzonder jaar voor Malestein en DOS'46. Er mocht gekorfbald worden ondanks de uitbraak van COVID-19, maar intern waren er problemen in de club. Ondanks dat DOS'46 in 2019 nog twee titels had gewonnen, werd in februari 2020 coach Zegwaard ontslagen. Ad interim maakte Roger Hulzebosch het coachingwerk af tot 14 maart 2020. Toen mocht er vanwege COVID-19 niet meer gesport worden en ging het land op slot. De competities (zaal en veld) werden niet uitgespeeld en dat was voor DOS'46 vooral in de veldcompetitie jammer. Op het moment dat de competitie niet mocht worden uitgespeeld, stond de ploeg namelijk ongeslagen op de 1e plek in de Ereklasse A.
In de zomer van 2020 explodeerde de situatie bij DOS'46 en voor aanvang van seizoen 2020-2021 vertrokken er drie belangrijke spelers, namelijk Harjan Visscher, Jelmer Jonker en Nienke Hintzbergen. Daarnaast had de ploeg ook een nieuwe coach gekregen, aangezien Roger Hulzebosch slechts ad interim was aangenomen. Onder nieuwe hoofdcoach Edwin Bouman moest DOS'46 opnieuw een team neerzetten dat mee kon doen in de top van Nederland. De zaalcompetitie begon vanwege COVID-19 pas in januari. Hierdoor moest er een verkort programma worden gespeeld, van tien wedstrijden in twee poules. DOS'46 plaatste zich voor de play-offs, maar verloor de best-of-3-serie tegen Koog Zaandijk. De veldcompetitie werd, net als het jaar ervoor, niet uitgespeeld.
Ook seizoen 2021-2022 was rommelig binnen DOS'46. Wederom werd er voor het eind van het seizoen gebroken met de hoofdcoach, want Edwin Bouman werd in februari 2022 vervangen door Herman van Gunst. De ploeg bleef in de zaal- en veldcompetitie hangen in de middenmoot.
Seizoen 2022-2023 was voor DOS'46 een seizoen van de weg terug. Onder leiding van nieuwe hoofdcoaches Henk Jan Mulder en Friso Boode werd de ploeg vijfde in de zaal en derde in de veldcompetitie. Beide plaatsen waren net niet genoeg voor kruisfinales. Na dit seizoen besloot Malestein te stoppen met topkorfbal.

### Return bij DOS'46
In februari 2024 maakte Malestein bekend vanaf seizoen 2024-2025 weer aan te sluiten bij de selectie van DOS'46, na een jaar afwezigheid.

## Erelijst
- Ereklasse-kampioen veldkorfbal, 1× (2019)
- Supercup-kampioen veldkorfbal, 1× (2019)